# Holopogon venustus
Holopogon venustus är en tvåvingeart som först beskrevs av Rossi 1790.  Holopogon venustus ingår i släktet Holopogon och familjen rovflugor. Inga underarter finns listade i Catalogue of Life.